# Hypoestes vagabunda
Hypoestes vagabunda är en akantusväxtart som beskrevs av Raymond Benoist. Hypoestes vagabunda ingår i släktet Hypoestes och familjen akantusväxter. Inga underarter finns listade i Catalogue of Life.